# Bentiaraq Ottosen

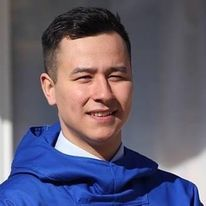
Bentiaraq Ottosen, 2024

Bentiaraq Sem Arne Joelsen Ottosen (* 5. April 1994) ist ein grönländischer Politiker (Atassut).

## Leben
Von 2012 bis 2015 besuchte er das GUX in Qaqortoq und 2016 das VUC Aarhus, bevor er ein Finanzstudium an der Universität Aalborg begann.
2017 wurde er erstmals mit knapp 23 Jahren in den Kommunalrat der Kommune Kujalleq gewählt. Bei der Parlamentswahl 2018 erreichte er mit 276 Stimmen den ersten Nachrückerplatz für seine Partei und rutschte, weil Aqqalu Jerimiassen ins Naalakkersuisut einzog, ins Inatsisartut nach. Als die Atassut im April 2019 die Regierung verließ, nahm Aqqalu Jerimiassen seinen Parlamentssitz wahr und verdrängte Bentiaraq Ottosen aus dem Parlament. Er trat bei der Folketingswahl 2019 an und erhielt 810 Stimmen, die siebtmeisten aller Kandidaten, womit er einen Platz im Folketing verpasste. Am 1. September 2019 trat er aus dem Kommunalrat zurück, um in Dänemark Betriebswirtschaftslehre zu studieren. Dennoch wurde er Ende Oktober 2020 wieder ins Inatsisartut berufen und reiste dafür nach Grönland, nachdem Siverth K. Heilmann sich aus gesundheitlichen Gründen hatte beurlauben lassen, wobei er wegen der Coronaviruspandemie zwei Wochen in Quarantäne musste.
Bei der Parlamentswahl 2021 erhielt er 133 Stimmen und damit wieder den ersten Nachrückerplatz der Atassut. Bei der Kommunalwahl 2021 kandidierte er nicht mehr. Im November 2021 wurde er zum Vorsitzenden der grönländischen Studentenorganisation Avalak gewählt. Im September 2023 gelangte er für den krankgeschriebenen und später zurückgetretenen Siverth K. Heilmann ins Inatsisartut. Im November 2023 wurde er zum politischen Vizevorsitzenden er Atassut ernannt.
Bei der Parlamentswahl 2025 wurde er erstmals direkt ins Inatsisartut gewählt. Anschließend wurde er zum Minister für Soziales, Inneres und Arbeitsmarkt im Kabinett Nielsen ernannt.